# Annamaria Serturini
Annamaria Serturini (Alzano Lombardo, 13 mei 1997) is een voetbalspeelster uit Italië. Ze speelt als Middenvelder voor AS Roma in de Serie A.

## Clubcarrière
Annamaria Serturini begon haar carrière Brescia Calcio Femminile waarvoor ze haar debuut maakte op 8 november 2014.
Na één seizoen te hebben gespeeld bij Pink Sport Time uit Bari, maakt Serturini de overstap naar AS Roma. Op 30 mei 2021 won Serturini de Coppa Italia met haar club. Op 8 december 2020 speelde Serturini haar honderdste Serie A wedstrijd.
In 2024 maakte Serturini de overstap naar competitiegenoot FC Inter Milaan.

## Statistieken
| Seizoen    | Club                     | Land   | Competitie | Wedstrijden | Doelpunten |
| ---------- | ------------------------ | ------ | ---------- | ----------- | ---------- |
| 2014-2017  | Brescia Calcio Femminile | Italië | Serie A    | 31          | 7          |
| 2017-2018  | Pink Sport Time          | Italië | Serie B    | 22          | 4          |
| 2018-2024  | AS Roma                  | Italië | Serie A    | 80          | 30         |
| 2024-heden | FC Inter Milaan          | Italië | Serie A    | 7           | 4          |
| Totaal     | Totaal                   | Totaal | Totaal     | 170         | 48         |

Laatste update: 23 juni 2024

## Interlandcarrière
Annamaria Serturini maakte haar debuut voor het Italiaans nationale team in 2019.
Serturini werd geselecteerd voor het WK 2019. Met Italië reikte Serturini op dit toernooi tot de kwartfinale waarin Nederland met 0-2 te sterk was.
Het volgende WK werd Serturini opnieuw geselecteerd. Op dit WK 2023 was Italië al in de groepsfase uitgeschakeld en maakte Serturini haar opwachting in het met 5-0 verloren tweede groepsduel tegen Zweden.